# 皺眉筋
皺眉筋（しゅうびきん、英語: corrugator supercilii muscle）は、人間の頭部の浅頭筋のうち、眼裂周囲の眼瞼筋に含まれる筋肉である。皮筋である。
眼窩口の内側縁で前頭上顎縫合の上方から起始し、眉部中央から内側部の皮膚に停止する。作用は眉間に皺を作ることであり、特に縦皺を作る。顔面神経支配。

## 画像

皺眉筋の位置（赤色の部分）
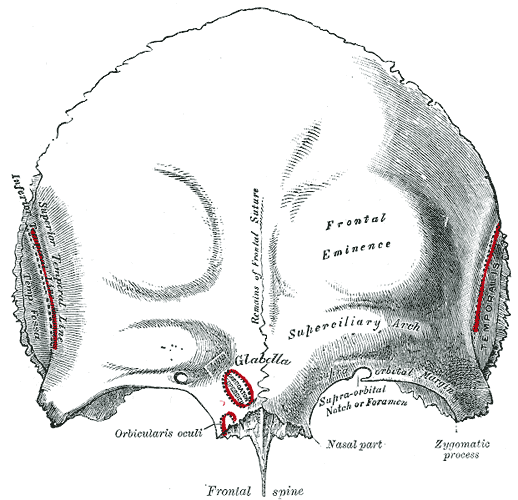
前頭骨の外表面。
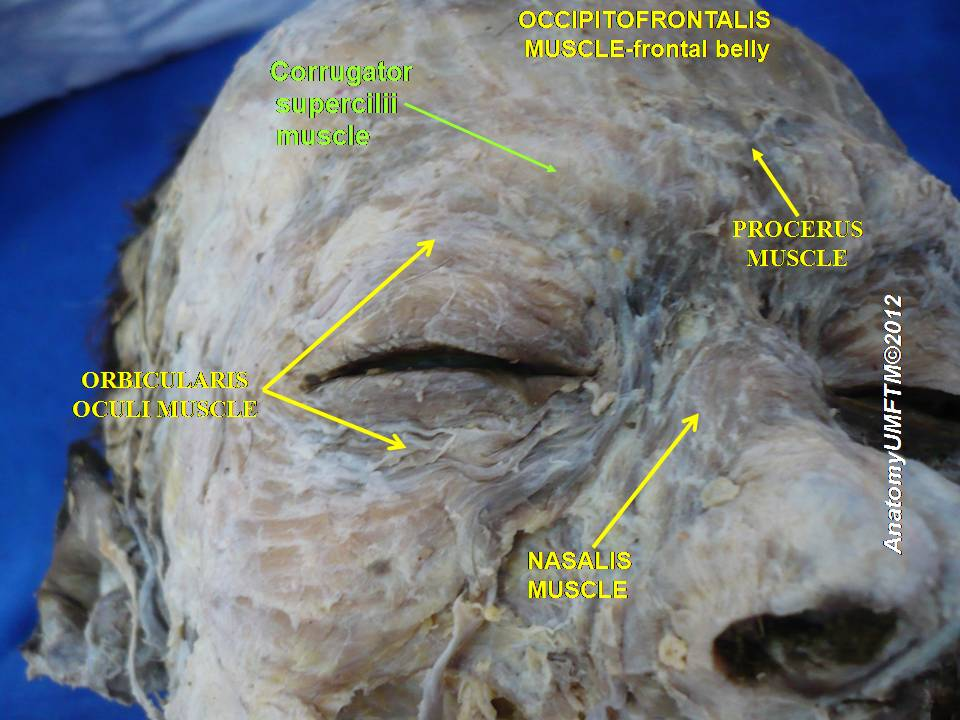
皺眉筋（緑色の字で書かれている部分）